# Леви, Пьер
Пьер Леви (фр. Pierre Lévy, род. 1956, Тунис) — французский философ, культуролог, медиатеоретик, исследователь влияния цифровых технологий в области культуры и когнитивных наук. Основоположник концепции «коллективного интеллекта». Преподаватель факультета коммуникаций университета Оттавы. Пьер Леви является членом королевского общества Канады и получил несколько наград за академические заслуги.

## Биография
Пьер Леви —  один из известных философов, работающих в области киберпространства и цифровых коммуникаций. Он написал десятки книг, которые были переведены более чем на 12 языков и используются в рамках различных образовательных программ многими университетами по всему миру. Его основной труд «Коллективный интеллект: развитие человечества в киберпространстве» был опубликован во Франции в 1994 году и впоследствии переведён на английский язык. Пьер Леви продолжил развивать концепцию виртуальности как аспекта реальности Жиля Делёза.
В начале 1990 года Пьер Леви написал книгу об объединении компьютерных сетей и гипертекстовой коммуникации. Его теория познаваемого пространства и «космопедия» предвосхитили появление Википедии и эффективность системы распределённых знаний в целом.
С 1993 по 1998 годы Пьер Леви был профессором университета Париж VIII, где изучал концепцию коллективного интеллекта и общества, основанного на знаниях. Он являлся участником многих научных дискуссий о киберкультуре.
С 1995 по 1997 годы он являлся членом редколлегии журнала «Revue» (виртуального проекта центра Помпиду в Париже), был автором доклада о киберкультуре в Совете Европы в 1996 году.
В главе Интерактивность, из его книги «Киберкультура» (2001), Пьер Леви утверждает, что аналоговая связь (телефон, почта и т. д.) отличается от цифровой связи (электронная почта, чаты и пр.) с точки зрения временной организации и материальной заинтересованности их коммуникационной системы. Он утверждает что интерактивность — это не точный термин, который «больше связан с поиском решения проблемы, необходимостью разработки новых способов создания и оценки способов коммуникации, чем с простой, уникальной характеристикой описывающей данную систему».
В своей работе «В преддверии виртуальной реальности: реальность в эпоху цифровых технологий» Пьер Леви исследует способы виртуализации всех аспектов нашей жизни, начиная от медиа, взаимодействующих через язык в реальном времени, до наших действий с помощью технологий и наших социальных отношений через институты. И в каждом случае механизм один и тот же: мы создаём какой-нибудь артефакт, более или менее материальный, который позволяет нам перейти от непосредственного «здесь и сейчас» к проблематике, открывающей новые возможности.

## Проекты
Проект Пьера Леви «Collective Intelligence Lab» акцентирует внимание на развитии «экономики знаний» в целях совершенствования управления знаниями, так же как и часть его работ по проектированию универсальной системы для семантической адресации электронных документов.

## Награды и премии
В 2004 году Пьер Леви был признан членом королевского общества Канады.